# جیویوزا یونیکا
جیویوزا یونیکا (به ایتالیایی: Gioiosa Ionica) یک کومونه در ایتالیا است که در استان رجو کالابریا واقع شده‌است. جیویوزا یونیکا ۳۵ کیلومتر مربع مساحت و ۷٬۱۰۰ نفر جمعیت دارد و ۵۰ متر بالاتر از سطح دریا واقع شده‌است.